# Ceutorhynchus intersetosus
Ceutorhynchus intersetosus é uma espécie de insetos coleópteros polífagos pertencente à família Curculionidae.
A autoridade científica da espécie é Weise, tendo sido descrita no ano de 1883.
Trata-se de uma espécie presente no território português.